# Evidência suprimida
Evidência suprimida, supressão de evidências ou evidência incompleta (em inglês:  cherry picking, "catação de cereja") é uma falácia que consiste em citar casos ou dados individuais que parecem confirmar uma determinada posição, ao mesmo tempo em que se ignora uma porção significativa de casos ou dados relacionados que possam contradizer aquela posição. É um tipo de falácia de atenção seletiva, sendo seu exemplo mais comum o viés de confirmação. Ela pode ser feita de forma intencional e também de forma não intencional. É um grande problema em debates públicos.
O termo "cherry picking" baseia-se no processo observado durante uma colheita de frutas, como no caso das cerejas. Espera-se que o colhedor selecione apenas as frutas mais maduras e saudáveis. Um observador, que apenas acompanha a seleção das frutas, pode chegar à conclusão errada de que a maioria delas, ou talvez todas, estejam em boas condições. Também pode passar uma falsa impressão a respeito da qualidade da fruta (uma vez que se trata apenas de uma amostra e não de uma amostra representativa).
Um conceito que é algumas vezes confundido com cherry picking é a ideia de se pegar somente as frutas que são fáceis de se colher, enquanto se ignora as outras que se encontram mais acima na árvore e, portanto, mais difícieis de serem apanhadas. (ver low-hanging fruit)
O emprego da supressão de evidências pode ser visto em outras falácias lógicas. Por exemplo, a "falácia da evidência anedótica" costuma omitir um grande número de dados em favor daqueles obtidos através de experiência pessoal; o "uso seletivo de evidência" rejeita informações desfavoráveis a um argumento, enquanto que uma falsa dicotomia apresenta somente duas opções quando existem outras disponíveis. Cherry picking também pode se referir à seleção de dados ou conjunto de dados de modo que um estudo ou pesquisa forneça resultados desejáveis e previsíveis, que podem ser enganosos ou mesmo totalmente contrários à realidade.

## Na ciência
Optar pelas escolhas seletivas entre provas contraditórias, de modo a reforçar aqueles resultados que suportem uma determinada posição, ignorando ou rejeitando quaisquer resultados que não a sustentem, é uma prática conhecida como "cherry picking" e é uma característica marcante da má-ciência ou da pseudociência.
—  Richard Somerville, em depoimento concedido ao Comitê de Energia e Comércio da Câmara de Representantes dos Estados Unidos, em 8 de março de 2011.

 O rigor científico analisa todas as evidências (ao invés  de selecionar somente aquelas que sejam favoráveis); realiza controle de variáveis a fim de identificar o que esteja efetivamente funcionando; utiliza a técnica de observação "cega" (ou "duplo-cego") de modo a minimizar os efeitos de tendência; e faz uso interno de lógica consistente."
—  Steven Novella, 26 de abril de 2011.

## Na medicina
Em um estudo de 2002, pesquisadores "examinaram 31 testes de eficácia de antidepressivos a fim de identificar os principais critérios de exclusão usados para se determinar a elegibilidade de participação. Suas descobertas sugerem que pacientes envolvidos em exames atuais com antidepressivos representam apenas uma minoria de pacientes tratados na prática clínica rotineira para a depressão. Excluindo-se do ensaio clínico possíveis indivíduos com determinados perfis significa que a capacidade de se generalizar os resultados dos testes de eficácia dos antidepressivos carecem de sustentação empírica, segundo os autores."

## Na argumentação
Em argumentação, a prática de "citar fora de contexto" é uma forma de evidência suprimida na qual o debatedor escolhe, de forma seletiva, algumas citações que sustentam um determinado ponto de vista (ou que exageram uma posição oposta), enquanto ignora aquelas que moderam a citação original ou que a colocam num contexto diferente.